# Copa Palestina de Naciones 1975
La Copa Palestina de Naciones 1975 (en árabe: 1975 كأس فلسطين‎) fue la tercera edición de este torneo de fútbol a nivel de selecciones nacionales que se jugó en Túnez del 19 al 28 de diciembre y que contó con la participación de 12 selecciones nacionales del mundo árabe.
Egipto venció en la final a Irak en Tunis para ser campeón del torneo por segunda ocasión.

## Participantes
| - Egipto - Irak - Libia - Mauritania - Palestina - Arabia Saudita | - Somalia - Yemen del Sur - Sudán - Siria - Túnez (campeón defensor y anfitrión) - Emiratos Árabes Unidos |

## Fase de grupos

### Grupo A
| País  | J | G | E | P | GF | GC | GD | Pts |
| ----- | - | - | - | - | -- | -- | -- | --- |
| Irak  | 2 | 1 | 1 | 0 | 6  | 1  | +5 | 3   |
| Túnez | 2 | 1 | 1 | 0 | 4  | 1  | +3 | 3   |
| EAU   | 2 | 0 | 0 | 2 | 0  | 8  | –8 | 0   |

| 19-12-1975 | Emiratos Árabes Unidos | 0-3 | Túnez                                       | Stade El Menzah, Tunis |  |
|            |                        |     | Bakaou 16' · Ben Aziza 28' · Ben Moussa 65' |                        |  |

| 21-12-1975 | Irak                                   | 5–0 | Emiratos Árabes Unidos | Stade El Menzah, Tunis |  |
|            | Subhi 2' 17' 37' · Alwan · Abdul-Jalil |     |                        |                        |  |

| 23-12-1975 | Túnez     | 1–1 | Irak      | Stade El Menzah, Tunis |  |
|            | Ouada 80' |     | Subhi 20' |                        |  |

### Grupo B
| País           | J | G | E | P | GF | GC | GD | Pts |
| -------------- | - | - | - | - | -- | -- | -- | --- |
| Egipto         | 2 | 2 | 0 | 0 | 7  | 1  | +6 | 4   |
| Yemen del Sur  | 2 | 1 | 0 | 1 | 1  | 5  | –4 | 2   |
| Arabia Saudita | 2 | 0 | 0 | 2 | 1  | 3  | –2 | 0   |

| 19-12-1975 | 1972                                         | 5–0 | Yemen del Sur | Stade El Menzah, Tunis |  |
|            | Shehata 12' 36' 77' · Omasha 51' · Basry 87' |     |               |                        |  |

| 21-12-1975 | Yemen del Sur | 1–0 | Arabia Saudita | Stade El Menzah, Tunis |  |
|            | Al-Mass 35'   |     |                |                        |  |

| 23-12-1975 | Arabia Saudita | 1-2 | Egipto                       | Stade El Menzah, Tunis |  |
|            | Jassim 40'     |     | Abdeldayem 35' · Shehata 78' |                        |  |

### Grupo C
| País       | J                  | G                  | E                  | P                  | GF                 | GC                 | GD                 | Pts                |
| ---------- | ------------------ | ------------------ | ------------------ | ------------------ | ------------------ | ------------------ | ------------------ | ------------------ |
| Siria      | 2                  | 1                  | 0                  | 1                  | 3                  | 3                  | 0                  | 2                  |
| Libia      | 2                  | 1                  | 0                  | 1                  | 3                  | 3                  | 0                  | 2                  |
| Mauritania | Abandonó el torneo | Abandonó el torneo | Abandonó el torneo | Abandonó el torneo | Abandonó el torneo | Abandonó el torneo | Abandonó el torneo | Abandonó el torneo |

| Equipo 1 | Agr. | Equipo 2 | Ida | Vuelta |
| -------- | ---- | -------- | --- | ------ |
| Siria    | 3-3  | Libia    | 3-2 | 0-1    |

### Grupo D
| País      | J                  | G                  | E                  | P                  | GF                 | GC                 | GD                 | Pts                |
| --------- | ------------------ | ------------------ | ------------------ | ------------------ | ------------------ | ------------------ | ------------------ | ------------------ |
| Sudán     | 2                  | 1                  | 1                  | 0                  | 1                  | 0                  | +1                 | 3                  |
| Palestina | 2                  | 0                  | 1                  | 1                  | 0                  | 1                  | –1                 | 1                  |
| Somalia   | Abandonó el torneo | Abandonó el torneo | Abandonó el torneo | Abandonó el torneo | Abandonó el torneo | Abandonó el torneo | Abandonó el torneo | Abandonó el torneo |

| Equipo 1 | Agr. | Equipo 2  | Ida | Vuelta |
| -------- | ---- | --------- | --- | ------ |
| Sudán    | 1-0  | Palestina | 0-0 | 1-0    |

## Fase Final

### Semifinales
| 26-12-1975 | Egipto                             | 3–1 | Sudán      | Stade El Menzah, Tunis |  |
|            | Omasha 4' · Shehata 48' · Zizo 75' |     | El Din 88' |                        |  |

| 26-12-1975 | Irak                                          | 4–0 | Siria | Stade El Menzah, Tunis |  |
|            | Kadhim 2' (pen.) 20' · Hassan 23' · Subhi 73' |     |       |                        |  |

### Tercer Lugar
| Equipo 1 | Resultado | Equipo 2 |
| -------- | --------- | -------- |
| Sudán    | 1–0       | Siria    |

### Final
| 28-12-1975 | Egipto          | 1–0 (t. s.) | Irak | Stade El Menzah, Tunis |  |
|            | Abdel Dayem 97' |             |      |                        |  |

## Campeón
| Copa Palestina de Naciones 1975 |
| ------------------------------- |
| Bandera de Egipto               |
| Egipto 2º Título                |